# Materiał siewny
Materiał siewny – części roślin, służące do rozmnażania. Są to części generatywne (nasiona, owoce, części owoców) oraz wegetatywne (bulwy, cebule, korzenie spichrzowe, kłącza, rozłogi). Materiał siewny musi odpowiadać określonym normom jakościowym. Np. dobre ziarno siewne zbóż powinno być wiadomej odmiany, wolne od nasion chwastów i innych zanieczyszczeń oraz od chorób i szkodników, powinno mieć wysoką zdolność i energię kiełkowania, mieć odpowiednią masę, barwę i zapach – typowe dla danego gatunku. Wartość materiału siewnego zależy w dużym stopniu od warunków pogodowych podczas zbioru oraz warunków przechowywania. 
W celu uzyskania materiału siewnego wysokiej jakości stosowane są systemy kwalifikacyjne (np. w Unii Europejskiej) gwarantujące tożsamość i czystość odmianową. W celu przeciwdziałania obniżenia plenności (wyradzaniu się roślin) zaleca się okresowo wymieniać materiał siewny na kwalifikowany, spełniający określone normy jakościowe i handlowe, zanim zostanie przeznaczony do siewu. W materiale siewnym pochodzącym z plantacji odpowiadających tym wymaganiom rozróżnia się następujące kategorie i stopnie kwalifikacji:
Kategoria elitarny
Stopnie kwalifikacji:
- przedbazowy (PBIII)
- przedbazowy (PBII)
- bazowy (B)

Kategoria kwalifikowany
Stopnie kwalifikacji:
- pierwszego rozmnożenia (C1)
- drugiego rozmnożenia (C2)
- trzeciego rozmnożenia (C3)

Kategoria handlowy (H)